# Лабиринт (карманная игра)
Лабири́нт — игра, задача которой состоит в том, чтобы провести шарик через игровое поле, представляющее собой лабиринт, наклоняя поле так, чтобы шарик двигался в желаемом направлении и при этом на желаемое расстояние. При этом на пути шарика могут встречаться дополнительные препятствия: отверстия, попав в которые, шарик проваливаливается под игровое поле, вследствие чего игру приходится начинать с начала; выступы, задерживающие движение шарика, и так далее.

## История

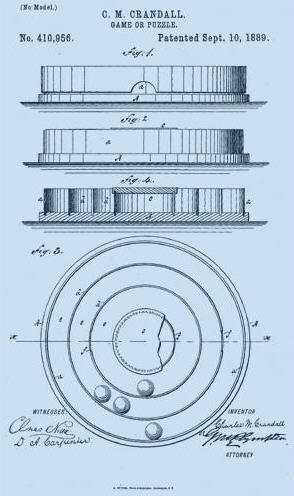
Патент Чарлза Мартина Крэндалла

Игра была изобретена и впервые представлена публике американцем Чарлзом Мартином Крэндаллом в начале 1889 года под названием Pigs in Clover (с англ. — «Свиньи в клевере»). Игра представляла собой концентрический лабиринт, в котором несколько шариков-«свиней» надо было загнать в определённое место лабиринта, наклоняя игровое поле. Игра тут же стала чрезвычайно популярной: газета Waverly Free Press писала тогда: «Производство игрушек составляет восемь тысяч наборов „Свиней в клевере“ в день», все заказы расписаны на 20 дней вперёд". Газета The Chatham Republican писала, что некий филантроп из Кингстона заказал игру для каждого из заключённых Алстерской окружной тюрьмы и всех богаделен города и округа. Американская пресса писала в 1889 году, что сенаторы, члены правительства и даже сам президент Бенджамин Гаррисон заняты тем, что загоняют «свиней» в соответствующие места лабиринта. Американский писатель Марк Твен упомянул игру в своей книге «Американский претендент», вышедшей в 1892 году.
Популярность игры привела к появлению большого количества контрафактных игр, а также игр, сделанных «по мотивам» оригинальной игры Крэндалла. Это в свою очередь породило большое количество судебных разбирательств за приоритет в изобретении. Один из удачливых соперников Крэндалла, Лиман Мозес, сообщал, что его фабрики производят 50 000 игрушек в день. Среди других успешных предпринимателей и изобретателей называются Сэм Лойд и Милтон Бойер.
Со временем появлялись другие разновидности игры. Так, в 1946 году шведская компания-производитель игрушек Brio выпустила лабиринт, напоминающий современный, в котором появились «ловушки» в виде отверстий на игровом поле.